# جوناثان قاولد
جوناثان قاولد (بالإنجليزية: Jonathan Gould)‏ هو مقدم تلفزيوني بريطاني، ولد في 1961.

## وصلات خارجية
- جوناثان قاولد على موقع IMDb (الإنجليزية)